# Bunuri mobile din domeniul documente clasate în patrimoniul cultural național al României aflate în județul Suceava
Acestă listă conține bunurile mobile din domeniul documente clasate în Patrimoniul cultural național al României aflate la momentul clasării în județul Suceava.

## Tezaur
| Foto | Informații generale | Detalii tehnice                                                                                  | Descriere | Deținător                          | Legături |
| ---- | --- | ------------------------------------------------------------------------------------------------ | --- | ---------------------------------- | -------- |
|      | Societatea Academică Română către Societatea pentru cultura și literatura română în Bucovina Autor: Societatea Academică Română                                                     | Dimensiuni: 34,1x21 cm; 2 file R/V Material: hârtie                                              | Adresă semnată de președintele Societății Academice, Ion Heliade Rădulescu și secretarul acesteia Alexandru Treboniu Laurian în care se fac cunoscute condițiile concursului pentru premiul Zappa și premiul Alexandru Ioan I (traducerea comentariilor lui I. Cezar „De bello gallico”). | Complexul Muzeal Bucovina, Suceava | Cimec    |
|      | Prințul Grigore Sturdza către comitetul Societății pentru cultura și literatura română în Bucovina Autor: Sturdza, Grigorie                                                         | Datare: 25 mai 1865 Dimensiuni: 22,7x15,5 cm; 2 file; 1 f goală Material: hârtie                 | Prințul Grigore Sturdza mulțumește pentru numirea lui ca membru onorar al Societății pentru cultura și literatura română în Bucovina. | Complexul Muzeal Bucovina, Suceava | Cimec    |
|      | Bertha Gorgon către Mărioara Porumbescu Autor: Gorgon, Bertha | Datare: 20.09.1883 Dimensiuni: 17,6x11,4 cm; 2 file R/V Material: hârtie                         | Bertha Gorgon își împărtășește durerea provocată de moartea lui Ciprian Porumbescu | Complexul Muzeal Bucovina, Suceava | Cimec    |
|      | Iraclie Porumbescu către comitetul Societății pentru cultura și literatura română în Bucovina Autor: Porumbescu, Iraclie                                                            | Datare: 3/15 martie 1867 Dimensiuni: 29x23 cm; 2 file; 1 filă R/V; 1 filă goală Material: hârtie | Arată împrejurările care l-au împiedicat să-și îndeplinească îndatorirea încredințată de comitet de „culegătoriu” în ținutul Sucevei și al Humorului; cere statute și formulare pentru înscrierea de noi membri. | Complexul Muzeal Bucovina, Suceava | Cimec    |
|      | Ciprian Porumbescu către Bertha Gorgon Autor: Porumbescu, Ciprian | Datare: 14 martie 1881 Dimensiuni: 21x16,6 cm; 1 filă R/V Material: hârtie                       | Felicitări de la Ciprian Porumbescu pentru Bertha prilejuite de ziua ei de naștere; mai speră într-o revenire „spre bine” a relației lor după ce d-na Gorgon îi refuză cererea în căsătorie. | Complexul Muzeal Bucovina, Suceava | Cimec    |
|      | Ciprian Porumbescu către Epaminonda Bucevschi Autor: Porumbescu, Ciprian | Datare: 25 iulie 1881 Dimensiuni: 29x23 cm; 3 file R/V Material: hârtie                          | Ciprian Porumbescu descrie situația lui financiară; evocă amintiri comune. | Complexul Muzeal Bucovina, Suceava | Cimec    |
|      | Mărioara Porumbescu către Iraclie Porumbescu Autor: Porumbescu, Mărioara | Datare: 1882 Dimensiuni: 22,7x14,5 cm; 2 file R/V Material: hârtie                               | Mărioara Porumbescu povestește tatălui ei despre cum a decurs prima reprezentare a operetei Crai Nou la Brașov. | Complexul Muzeal Bucovina, Suceava | Cimec    |
|      | Iraclie Porumbescu către Constantin Morariu Autor: Porumbescu, Iraclie | Dimensiuni: 33,9x20,7 cm; 1 filă R/V Material: hârtie                                            | Iraclie Porumbescu mulțumește lui Constantin Morariu pentru sprijinul acordat; totodată îl informează despre situația operetei Crai Nou, „Hora Prahova”, Valsul „Fantome”. | Complexul Muzeal Bucovina, Suceava | Cimec    |
|      | Mihail Kogălniceanu către Gheorghe Hurmuzachi, președintele Societății pentru cultura și literatura română în Bucovina Autor: Kogălniceanu, Mihail                                  | Datare: 16 mai 1865 Dimensiuni: 28,5x22 cm; 2 file R/V Material: hârtie                          | Mihail Kogălniceanu anunță că a dat dispoziție să se trimită Societății cu regularitate Monitorul Oficial al României; expediază personal acte oficiale privind noile instituții și reforme ale țării după plebiscitul din 14 mai 1864; păstrează o frumoasă amintire despre perioada petrecută în casa familiei Hurmuzachi. | Complexul Muzeal Bucovina, Suceava | Cimec    |
|      | Uric de danie de la Alexandru cel Bun vv. Pentru Iuga și Nan Autor: Alexandru cel Bun                                                                                               | Datare: 16.02.1424 Dimensiuni: L=55 LA=39 Material: pergament                                    | Alexandru cel Bun, voievodul Moldovei, dăruiește preotului Iuga și fratelui său Nan, satul Buciumeni, lângă Baia, pentru slujbă credincioasă, menționându-se la hotarele satului: "... Drumul ce merge de la Stan până la Baia..." și "... Hotarul lui Dragoș"; între martori este menționat și "Iliaș voievod", fiul domnului. Textul este precedat de semnul crucii, inițială simplă. | Complexul Muzeal Bucovina, Suceava | Cimec    |
|      | Uric de întărire de la Alexandru cel Bun vv. pentru urmașii lui Ion vornic Autor: Alexandru cel Bun                                                                                 | Datare: 28.12.1428 Dimensiuni: L=30 LA=39,5 Material: pergament                                  | Alexandru cel Bun, voievodul Moldovei, întărește lui Lazăr, Stanciul, Costea și surorilor lor, copii lui Ion vornic, siliștea lui Dobrin de la Humor, cu mănăstirea Humor, și le dăruiește - pentru mănăstire - trei sate sub Dumbrava Înaltă. Mențiuni despre vechii proprietari, se arată hotarele mănăstirii Humor. Textul este precedat de semnul crucii, ușor stilizat; litera inițială a textului este modest stilizată, ambele în soluție de aur.                                           | Complexul Muzeal Bucovina, Suceava | Cimec    |
|      | Uric de întărire de la Ștefan II vv. pentru mănăstirea Moldovița Autor: Ștefan al II-lea                                                                                            | Datare: 11.02.1447 Dimensiuni: L=30 LA=27,5 Material: pergament                                  | Ștefan II voievodul Moldovei, întărește mănăstirii Moldovița vama de la Moldovița cu staul de acolo, iezerul Gemenele și o prisacă la Chigheci, și îi dăruiește jumătate din venitul vămii de la Vadul călugăresc și 10 buți de vin pe an. Textul este precedat de semnul crucii, ușor stilizat; litera inițială este decorată modest. | Complexul Muzeal Bucovina, Suceava | Cimec    |
|      | Uric de danie de la Bogdan II vv. pentru Pătru Durnea Autor: Bogdan II | Datare: 17.10.1451 Dimensiuni: L=34 LA=24,5 Material: pergament                                  | Bogdan II voievodul Moldovei dăruiește lui Pătru Dunea un loc de prisacă și un loc de moară pe apa Șacovăț, și un fânaț lângă Grueț; între martori este menționat "Ștefan voevod", fiul domnului. Textul este precedat de semnul crucii, inițiala de text este modest stilizată, urme de soluție de aur. | Complexul Muzeal Bucovina, Suceava | Cimec    |
|      | Uric de danie de la Ștefan cel Mare vv. pentru Luca Autor: Ștefan cel Mare | Datare: 28.04.1464 Dimensiuni: L=27,5 LA=40,5 Material: pergament                                | Ștefan cel Mare voievodul Moldovei dăruiește lui Luca, fiul lui Petru logofăt, satul Toporăuți, ținutul Cernăuți, și îi întărește cealaltă jumătate de sat, cumpărată de soția sa, Marena. Textul este precedat de semnul crucii, ușor stilizat; inițiala de text este decorată modest, soluție de aur. | Complexul Muzeal Bucovina, Suceava | Cimec    |
|      | Uric de danie de la Ștefan cel Mare vv. pentru mănăstirea Putna Autor: Ștefan cel Mare                                                                                              | Datare: 25.04.1472 Dimensiuni: L=44,5 LA=55,5 Material: pergament                                | Ștefan cel Mare voievodul Moldovei dăruiește mănăstirii Putna satul Ostrița, pe apa Prutului, cu loc de moară, cumpărat de domn cu 200 de zloți tătărăști, de la pan Tăbuci și frații lui, pentru care aveau privilegiu de la Alexandru cel Bun. Textul este precedat de semnul crucii; inițiala de text este ușor stilizată, ambele cu soluție de aur. | Complexul Muzeal Bucovina, Suceava | Cimec    |
|      | Uric de danie de la Ștefan cel Mare vv. pentru mănăstirea Putna Autor: Ștefan cel Mare                                                                                              | Datare: 03.09.1473 Dimensiuni: L=46 LA=56,5 Material: pergament                                  | Ștefan cel Mare voievodul Moldovei dăruiește mănăstirii Putna "morile sale proprii" din târgul Siret, de pe apa Siretului, și 12 buți de vin anual, pentru pomenire. Între martori sunt menționați fiii domnului, Alexandru, Petru, Bogdan și Iliaș. Textul este precedat de semnul crucii, ușor stilizat; inițiala de text amplă, stilizată, ambele cu soluție de aur. | Complexul Muzeal Bucovina, Suceava | Cimec    |
|      | Uric de întărire de la Ștefan cel Mare vv. pentru mănăstirea Humor Autor: Ștefan cel Mare                                                                                           | Datare: 25.04.1475 Dimensiuni: L=33,5 LA=48 Material: pergament                                  | Ștefan cel Mare voievodul Moldovei dăruiește mănăstirii Humor satele Dvoriceni, Stăuceni, Glodeni, Pâtrești și "unde a fost curtea lui Deniș", Călugărenii, muntele Ostra cu Slatina și prisaca Zlătioara. Textul este precedat de semnul crucii, ușor stilizat; inițiala de text amplă, stilizată, ambele cu soluție de aur. Pergamentul este tăiat în două, cu o porțiune din mijloc lipsă. | Complexul Muzeal Bucovina, Suceava | Cimec    |
|      | Zapis de danie de la Iuga, mare vistier, pentru mănăstirea Putna Autor: Iuga | Datare: 25.01.1476 Dimensiuni: L=26,5 LA=32,5 Material: pergament                                | Ignatie, zis Iuga, mare vistier, dăruiește mănăstirii Putna satul Șirăuți, ținutul Cernăuți, o cădelniță, un chivot, ambele de argint aurit, în greutate "de 13 some", 100 de zloți ungurești și doi cai buni, pentru pomenirea sa, a soției si a copilului, Mihul și Sofia. Text precedat de semnul crucii, inițiala de text ușor deteriorată. | Complexul Muzeal Bucovina, Suceava | Cimec    |
|      | Zapis de danie de la Iuga, mare vistier, pentru mănăstirea Putna Autor: Iuga | Datare: 01.06.1476 Dimensiuni: L=32 LA=27 Material: pergament                                    | Ignatie, zis Iuga, mare vistier, dăruiește mănăstirii Putna satul Șirăuți, ținutul Cernăuți, o vie la Hârlău, o "cădelniță de 12 some de argint și un chivot de 3 some, aurite", 100 zloți ungurești și 100 de oi pentru pomenirea sa, a soției sale, Anastasia, și a copiilor lor, Mihul ceașnic și Sofia.0 | Complexul Muzeal Bucovina, Suceava | Cimec    |
|      | Zapis de danie de la Iuga, mare vistier, pentru mănăstirea Putna Autor: Iuga | Datare: 29.06.1476 Dimensiuni: L=24 LA=29 Material: pergament                                    | Ignatie, zis Iuga, mare vistier, dăruiește mănăstirii Putna satul Șirăuți, ținutul Cernăuți, o "cădelniță de 10 some de argint și aurită", un "chivot și încă 3 some și aurit" și 100 de zloți ungurești pentru pomenirea sa, a soției sale Nastea, și a copiilor lor, Mihul Ceașnic și Sofia. | Complexul Muzeal Bucovina, Suceava | Cimec    |
|      | Danie sălașe de țigani pentru Episcopia Rădăuți Autor: Ștefan cel Mare | Datare: 13.11.1487 Dimensiuni: L=30,5 LA=48 Material: pergament                                  | Ștefan cel Mare voievodul Moldovei, dăruiește Episcopiei Rădăuți trei sălașe de țigani pentru pomenirea înaintașilor și sănătatea și mântuirea copiilor domnului și a sa. Textul este precedat de semnul crucii, majusculă amplă, ambele cu soluție de aur. | Complexul Muzeal Bucovina, Suceava | Cimec    |
|      | Întărire sat Solca pentru Luca Arbore Autor: Ștefan cel Mare | Datare: 07.03.1502 Dimensiuni: L=28 LA=48 Material: pergament                                    | Ștefan cel Mare voievodul Moldovei, întărește lui Luca Arbore, portar de Suceava, satul Solca, cumpărat de la nepoții lui Cârstea Hoareț și cei ai lui Șandru Gherman, cu 680 de zloți ungurești. Descendenții lui C. Hoareț dețineau un privilegiu "cu pecete verde" de la Alexandru cel Bun; între martori este menționat și "Bogdan Voievod", fiul lui Ștefan cel mare. Textul este precedat de semnul crucii, ușor stilizat; inițiala de text amplă, modest decorată.                          | Complexul Muzeal Bucovina, Suceava | Cimec    |
|      | Întărire sate pentru mănăstirea Neamț Autor: Bogdan III | Datare: 02.02.1508 Dimensiuni: L=28 LA=38 Material: pergament                                    | Bogdan III, voievodul Moldovei, întărește mănăstirii Neamț satele Telebecinți, pe Siret, și Trestineț, dăruite anterior de Bârlici, în timpul domniei lui Alexandru cel Bun. Textul este precedat de semnul crucii, decorat cu elemente vegetale stilizate; inițiala de text amplă, ușor decorată la partea suparioară. Lipsă partea inferioară, stânga, din pergament. | Complexul Muzeal Bucovina, Suceava | Cimec    |
|      | Danie 800 de zloți tătărești pentru mănăstirea Putna Autor: Bogdan III | Datare: 08.12.1514 Dimensiuni: L=18,7 LA=42,2 Material: pergament                                | Bogdan III, voievodul Moldovei, dăruiește mănăstirii Putna 800 de zloți tătărăști pentru pomenire, menționându-se că banii s-au dat "în mâinile lui Silioan egumenul de la Putna". Text precedat de semnul crucii, inițiala simplă, ambele cu soluție de aur. | Complexul Muzeal Bucovina, Suceava | Cimec    |
|      | Întărire sate pentru Gavril vistier Autor: Ștefan al IV-lea | Datare: 09.11.1518 Dimensiuni: L=41,3 LA=35 Material: pergament                                  | Ștefan IV, voievodul Moldovei, întărește lui Gavril vistier satul Mihailauți, "unde se împreună Sireturile", Mihăuceni, "pe Trestiana, la gura Rudei" și la jumătate din Burești, partea de jos; precizând hotarele, se arăta că hotarul poate înainta "în Bucovină, cât vor putea deschide și curăța". Inițiala de text decorată cu elemente vegetale stilizate. | Complexul Muzeal Bucovina, Suceava | Cimec    |
|      | Danie ocină pentru Vitold Autor: Petru Rareș | Datare: 15.03.1527 Dimensiuni: L=23 LA=40 Material: pergament                                    | Petru Rareș, voievodul Moldovei, dăruiește lui Vitold "un loc de pustie în Chigheci, pe lalpuh, mai sus de gura Răduroasei", ca să-și întemeieze sat. Textul este precedat de semnul crucii, inițiala de text amplă. | Complexul Muzeal Bucovina, Suceava | Cimec    |
|      | Danie sate pentru pan Toader Autor: Petru Rareș | Datare: [11-13 martie] 1528 Dimensiuni: L=30 LA=45 Material: pergament                           | Petru Rareș, voievodul Moldovei, dăruiește lui "pan Toader" satul Drujești, "unde a fost curtea lui Druje cel bătrân" și satul Chisălești, "cu mori pe Sitna", cumpărate de domn cu 1030 de zloți tătărești. Textul este precedat de semnul crucii, majusculă amplă, ușor stilizate. | Complexul Muzeal Bucovina, Suceava | Cimec    |
|      | Danie pentru Episcopia Rădăuți Autor: Petru Rareș | Datare: 23.04.1529 Dimensiuni: L=18 LA=44,6 Material: pergament                                  | Petru Rareș, voievodul Moldovei, dăruiește Episcopiei de Rădăuți satul Gramești, pe Prut, care "fusese luat de nepotul de frate al domniei sale, Ștefan voevod de la Luca Arbore, portar de Suceava, când l-au ucis". Textul este precedat de semnul crucii, ușor decorat, inițiala de text amplă, cu câteva elemente decorative simple. | Complexul Muzeal Bucovina, Suceava | Cimec    |
|      | Dania satului Vânești pentru Sima Purcel Autor: Petru Rareș | Datare: 27.02.1532 Dimensiuni: L=23,4 LA=42,2 Material: pergament                                | Petru Rareș, voievodul Moldovei, întărește lui Sima Purcel satul Vânești, pe Telejina, pentru slujbă credincioasă, pentru care deține "un privilegiu de mărturie de la părintele domniei mele Ștefan voevod". Textul este precedat de semnul crucii, ușor stilizat, inițiala de text amplă, ambele aurite. | Complexul Muzeal Bucovina, Suceava | Cimec    |
|      | Întărire ocină pentru Toader Baloșe logofăt Autor: Petru Rareș | Datare: 30.03.1537 Dimensiuni: L=27,4 LA=44,8 Material: pergament                                | Petru Rareș, voievodul Moldovei, întărește lui Toader Baloșe logofăt o siliște pe Răut "în dreptul gurii Iligaciului" cumpărată de la urmașii lui Nicoară și Cârceiu, foști dieci, cu suma de 24 zloți tătărești, pentru care aveau un privilegiu scris de la Bogdan III voievod. | Complexul Muzeal Bucovina, Suceava | Cimec    |
|      | Întărire sat Sălăgeni pentru mănăstirea Sălăgeni Autor: Petru Rareș | Datare: 29.04.1529 Dimensiuni: L=34 LA=38,4 Material: pergament                                  | Petru Rareș, voievodul Moldovei, întărește mănăstirii Sălăgeni satul Sălăgeni, dăruit de Evloghie monah "bisericii sale ce a zidit el cu mâinile sale", sat primit la schimb de la fiul său Ilea, nepot după mamă a lui Duma pârcălab. Textul este precedat de semnul crucii, decorat cu elemente vegetale stilizate, litera inițială amplă, decorată cu elemente vegetale stilizate la partea inferioară, ambele cu soluție de aur.                                                               | Complexul Muzeal Bucovina, Suceava | Cimec    |
|      | Întărire ocini pentru Iațco, pârcălab de Cetatea Nouă Autor: Iliaș II | Datare: 27.03.1548 Dimensiuni: L=21,2 LA=59 Material: pergament                                  | Petru Rareș, voievodul Moldovei, întărește lui Ion Iațco, pârcălab de Cetatea Nouă, un loc de prisacă în hotarul Pluteștilor, "la capătul de sus al Malei, pe Siret", cumpărată cu 50 de zloți tătărăști. Textul este precedat de semnul crucii, decorat cu elemente vegetale stilizate, litera inițială amplă, decorată, ambele cu soluție de aur. | Complexul Muzeal Bucovina, Suceava | Cimec    |
|      | Danie 100 de zloți pentru mănăstirea Putna Autor: Lăpușneanu, Alexandru | Datare: 31.08.1556 Dimensiuni: L=20,7 LA=33 Material: pergament                                  | Alexandru Lăpușneanu, voievodul Moldovei, dăruiește mănăstirii Putna 100 de zloți ungurești pentru pomenirea sa, aa doamnei Ruxandra, a copiilor și a părinților săi. Textul este precedat de semnul crucii, modest decorată, inițiala de text amplă, decorată cu elemente vegetale stilizate, ambele cu soluție de aur. | Complexul Muzeal Bucovina, Suceava | Cimec    |
|      | Întărire sat Cuciurul pentru mănăstirea Putna Autor: Petru Șchiopul | Datare: 30.03.1575 Dimensiuni: L=45,4 LA=54 Material: pergament                                  | Petru Șchiopul, voievodul Moldovei, întărește mănăstirii Putna satul Cuciurul, ținutul Cernăuți, dăruit de doamna Ruxandra, soția lui Bogdan al III-lea voievod; satul Cuciurul "este drept domnesc de la întemeierea țării". Textul este precedat de semnul crucii, inițiala de text simplă, modest decorată la partea inferioară, ambele cu cerneală neagră. | Complexul Muzeal Bucovina, Suceava | Cimec    |
|      | Reglementări urbane emise de Rada Cracoviei Autor: Rada orașului Cracovia | Datare: 1590 Dimensiuni: L=48,5 LA=33 Material: pergament                                        | Rada orașului Cracovia emite un set de reclamații privitoare la activitatea negustorilor locali, obligați să aprovizioneze cu prioritate spitalul orașului, cât și obligațiile ce revin persoanelor cu statut de moștenitor; titlu cu majuscule. | Complexul Muzeal Bucovina, Suceava | Cimec    |
|      | Întărire sate pentru frații Bașotă Autor: Radu Mihnea | Datare: 15.03.1624 Dimensiuni: L=26,9 LA=60 Material: pergament                                  | Radu Mihnea, voievodul Moldovei, întărește fraților Bașotă - Gheorghe și Iurașcu, dieci, satele Tătăreni și Zbiereni, din ținutul Hârlău care aparținuseră de ocolul târgului Hârlău. Textul este precedat de semnul crucii, decorat, inițiala simplă, decorată cu elemente vegetale stilizate, ambele cu soluție de aur. | Complexul Muzeal Bucovina, Suceava | Cimec    |
|      | Întărire sat Hrincești pentru mănăstirea Solca Autor: Ieremia Movilă | Datare: 01.06.1605 Dimensiuni: L=27,5 LA=53,5 Material: pergament                                | Ieremia Movilă, voievodul Moldovei, întărește mănăstirii Sucevița satul Hrincești, ținutul Sucevei, cu iaz și mori pe râul Solca, danie de la mitropolitul Gheorghe Movilă. Pergamentul este rupt la partea inferioară, stânga. | Complexul Muzeal Bucovina, Suceava | Cimec    |
|      | Întărire sate pentru mănăstirea Solca Autor: Radu Mihnea | Datare: [1624 martie 24] Dimensiuni: L=24,9 LA=74,5 Material: pergament                          | Radu Mihnea, voievodul Moldovei, întărește mănăstirii Solca 19 sate în ținuturile Suceava, Botoșani, Dorohoi, Hârlău, Roman, Fălciu și Orhei. Satele Dumeni (ținutul Dorohoi), Lozna și Călinești (ținutul Suceava) fuseseră confiscate de la Isac Balica și respectiv Vasile Stroici, pentru "hiclenie". Textul este precedat de semnul crucii, inițiala de text amplă, ambele decorate cu motive vegetale stilizate, soluție de aur.                                                             | Complexul Muzeal Bucovina, Suceava | Cimec    |
|      | Uric de întărire de la Ieremia Movilă vv. pentru Nestor Ureche Autor: Ieremia Movilă                                                                                                | Datare: 28.03.1599 Dimensiuni: L=27 LA=63 Material: pergament                                    | Ieremia Movilă, voievodul Moldovei, întărește lui Nistor Ureche, mare vornic, satul Dumbrăvița, cu moară și iaz pe Șomuz, sat cumpărat de la nepoții lui Gavril Trotușanul, fost mare logofăt, cu 600 taleri de argint. Inițiala de text amplă, decorată bogat cu elemente vegetale stilizate. | Complexul Muzeal Bucovina, Suceava | Cimec    |
|      | Uric de întărire de la Ieremia Movilă vv. Pentru Nicoară logofăt Autor: Ieremia Movilă                                                                                              | Datare: 23.06.1602 Dimensiuni: L=40 LA=70 Material: pergament                                    | Ieremia Movilă, voievodul Moldovei, întărește lui Nicoară logofăt satul Hălăștiani și jumătate din satul Rănghilești. Text precedat de semnul crucii, inițială simplă, ambele cu soluție de aur. | Complexul Muzeal Bucovina, Suceava | Cimec    |
|      | Danie de ocini pentru mănăstirea Voroneț Autor: Ștefan cel Mare | Datare: 22.01.1497 Dimensiuni: L=40 LA=56 Material: pergament                                    | Ștefan cel Mare, voievodul Moldovei, dăruiește mănăstirii Voroneț o priseacă la Cârligătura, pe pârâul Mihalcea, și o bucată de pământ din hotarul satului Tomești, numită Lazul, cumpărate de domn cu 70 de zloți tătărești de la nepoții lui Petru Bertea și respectiv Toma, nepotul lui Oană. Textul este precedat de semnul crucii, decorat cu elemente vegetale, litera inițială a textului este amplă, decorată relativ simplu, ambele cu soluție de aur.                                    | Complexul Muzeal Bucovina, Suceava | Cimec    |
|      | Privilegiu de la regele polon August II pentru orașul Cracovia Autor: August II | Datare: 06.11.1696 Dimensiuni: L=65,5 LA=41,5 Material: pergament                                | August II, regele Poloniei, confirmă privilegiile orașului Cracovia. În frontispiciu, titulatura regelui, cu majuscule, soluție de aur. | Complexul Muzeal Bucovina, Suceava | Cimec    |
|      | Privilegiu de la regele polon Vladislav III pentru orașul Cracovia Autor: Vladislav al III-lea                                                                                      | Datare: [1632-1648] Dimensiuni: L=63 LA=53 Material: pergament                                   | Vladislav III, regele Poloniei, confirmă privilegiile orașului Cracovia. Titulatura regelui, în frontispiciu, cu majuscule, culoare roșie; textul precedat de o miniatură amplă ce redă un înger înconjurat de elemente vegetale stilizate, aspect baroc. Sub text, semnătură autografă a regelui Vladislav III. | Complexul Muzeal Bucovina, Suceava | Cimec    |
|      | Hrisov de la Matei Basarab vv. pentru întărirea eliberării din rumânie a lui Nicula Autor: Matei Basarab                                                                            | Datare: 01.12.1651 Dimensiuni: L=54,5 LA=36,5 Material: pergament                                | Matei Basarab, voievodul Țării Românești, întărește eliberarea din rumânie a lui Nicula, fiul lui Pupăză, și a feciorilor lui, care au fost eliberați de banul Radu Buzescu, fiind vecini din satul său Runcul (Gorj). Invocația simbolică și inițiala de text ornate cu elemente vegetale stilizate, roșu și verde, monogramă domnească în chinovar. | Complexul Muzeal Bucovina, Suceava | Cimec    |
|      | Uric de întărire de la Vasile Lupu vv. pentru Gavril hatmanul Autor: Vasile Lupu | Datare: [1634-1653] Dimensiuni: L=28,2 LA=67 Material: pergament                                 | Vasile Lupu, voievodul Moldovei, întărește lui Gavril Hatmanul satele Stângăceni - ținut Hotin, Șercanițiu - ținut Orhei și Părgolta; text precedat de semnul crucii, inițială modest decorată, ambele în chinovar, pergament tăiat în două. | Complexul Muzeal Bucovina, Suceava | Cimec    |
|      | Uric de scutire de dări de la vasile Lupu vv. Pentru mănăstirea Moldovița Autor: Vasile Lupu                                                                                        | Datare: 07.04.1365 Dimensiuni: L=41,9 LA=21,7 Material: pergament                                | Vasile Lupu, voievodul Moldovei, scutește mănăstirea Moldovița de unele dări și îi dăruiește 8 poslușnici, scutiți de majoritatea obligațiilor în muncă, produse și bani. Text precedat de semnul crucii, decorat cu elemente vegetale stilizate, inițiala amplă, decorată, ambele în culoare roșie; sub text, semnătura autografă a domnului. | Complexul Muzeal Bucovina, Suceava | Cimec    |
|      | Întărire sate pentru Coste și frații săi Autor: Cantemir, Constantin | Datare: 30.01.1692 Dimensiuni: L=57 LA=82 Material: pergament                                    | Constantin Cantemir, voievodul Moldovei, întărește lui Costea și fraților săi mai multe sate. Text precedat de semnul crucii, inițiala amplă, ambele de culoare roșie. | Complexul Muzeal Bucovina, Suceava | Cimec    |
|      | Lina Coralina - horă Autor: Porumbescu, Ciprian | Datare: 1880 Octombrie Dimensiuni: 32,3x25 cm Material: hârtie                                   | Partitură originală, 1 filă (recto/verso, 26 portative, măsura 6/8, tempo de horă). Manuscris autograf, filă de caiet de muzică, ex-libris ștampilă. Însemnări autografe: Leca Morariu. | Complexul Muzeal Bucovina, Suceava | Cimec    |
|      | Nocturne Autor: Porumbescu, Ciprian | Datare: 22 septembrie 1879 Dimensiuni: 32,2x25 cm; 2 file Material: hârtie                       | Manuscris autograf, original, 2 file de caiet de muzică (recto/verso), literele titlului simplu ornate. Semnătură autografă autor „Cyprian” fila 1/recto; semnătură neautografă „C. Golembiovski” fila 1/verso; însemnări autografe: Leca Morariu. Editat ulterior cu titlul „Tempi passati”. | Complexul Muzeal Bucovina, Suceava | Cimec    |
|      | Gavotte du concert Autor: Porumbescu, Ciprian | Datare: 1 septembrie 1881 Dimensiuni: 33x25 cm; 3 file Material: hârtie                          | Manuscris autograf, original, 3 file de caiet de muzică (recto/verso, 44 portative). Însemnări autografe: Leca Morariu. | Complexul Muzeal Bucovina, Suceava | Cimec    |
|      | Cucoana Chirița; Hora Autor: Porumbescu, Ciprian | Datare: 23 iumie 1880 Dimensiuni: 32,4x25 cm; 2 file Material: hârtie                            | Manuscris autograf, original, 2 file de caiet de muzică (recto/verso, 46 portative), ex-libris ștampilă: PORUMBESCU. Însemnări autografe: Leca Morariu. | Complexul Muzeal Bucovina, Suceava | Cimec    |
|      | Te-ai dus - romanță Autor: Porumbescu, Ciprian | Datare: 22 septembrie 1880 Dimensiuni: 32,3x25,4 cm; 1 filă Material: hârtie                     | Manuscris autograf, original, 1 filă de caiet de muzică, partitură incompletă, ex-libris ștampilă: PORUMBESCU. | Complexul Muzeal Bucovina, Suceava | Cimec    |
|      | Elementele musicei vocale pentru școalele poprale și normale după o metodă catehetică cu un apendice de exerciții, cântări lumesci și imnuri bisericești Autor: Porumbescu, Ciprian | Datare: Ante 1879 Dimensiuni: 32,6x25,5 cm; 8 file Material: hârtie                              | Manuscris autograf, original, 8 file volante de caiet de muzică, timbru fiscal original cu ștampilă datat 1879, pe pagina de titlu dreapta sus. Din compoziții: filele 1-2 "Exerciții"; filele 2-6 "Cântece lumesci" ("Imnul Poporal", "Rugăciune înainte de școală", "Limba românească", "Dor de călătorie", "Cântec de primăvară"; fila 6-7 "Imnuri bisericesci"). Însemnări autografe: fila 1 recto "de Ciprian Golembiovski - Porumbescu / teolog și filosof absolvat"; Leca Morariu - creion. | Complexul Muzeal Bucovina, Suceava | Cimec    |
|      | Nocturne; Ich liebte dich - voce și pian Autor: Porumbescu, Ciprian | Datare: Sec. XIX;2/2 Dimensiuni: 33,8x26 cm; 8 file Material: hârtie                             | Partiturile sunt dedicate Berthei Gorgon. Legătură originală, carton îmbrăcat în mătase vișinie, monogramă aplicată, aurie "BG"; fila 1 medalion portret Berta G., fiecare filă cu ornamente; semnătură neautografă "Cyprian". | Complexul Muzeal Bucovina, Suceava | Cimec    |
|      | Danie de sat Toporăuți Autor: Miron Barnovschi Movilă | Datare: 9 decembrie 1627 Dimensiuni: 73x63 cm Material: pergament                                | Miron Barnovschi vv dăruiește mănăstirii Adormirea Maicii Domnului (Barnovschi) din Iași, satul Toporăuți, ținutul Cernăuți, și închină mănăstirea cu toate posesiunile sale la Ierusalim. Portret votiv domn (unicat în documentele medievale din Moldova), medalion în frontispiciu (scenă religioasă), inițială decorată cu elemente vegetale stilizate și pseudomonogramă domn decorată cu elemente vegetale, zoomorfe și reprezentări fantastice stilizate, policromie, soluție de aur.       | Complexul Muzeal Bucovina, Suceava | Cimec    |
|      | Condică de evidență a Clubului de tir din Cernăuți Autor: Clubul de tir din Cernăuți                                                                                                | Datare: 24 mai 1832 - 26 noiembrie 1926 Dimensiuni: 40x25 cm Material: hârtie                    | Condică de evidență a persoanelor înscrise în cadrul clubului de tir din Cernăuți. Pe fiecare filă sunt trecute numele și prenumele persoanelor, semnătura și alte date personale. Pagini cu reproduceri de steme personale, color, tempera, semnături autografe. Legătură originală din carton, îmbrăcat în piele, aplicații aurii, medalioane cu scene de tir. Nepublicat. | Complexul Muzeal Bucovina, Suceava | Cimec    |
|      | Ordin imperial pentru aprobarea stemei orașului Cernăuți Autor: Franz Joseph | Datare: 18 iunie 1908 Dimensiuni: 37,9x28,5 cm Material: hârtie                                  | Împăratul Franz Josef emite un ordin imperial pentru aprobarea stemei orașului Cernăuți. Fila 1: Wir Franz Josef Der Erste; fila 2: Czermovitz; fila 3: stema orașului Cernăuți, policromă. Fiecare filă este decorată cu elemente vegetale stilizate, policrome, soluție aur; pe coperta anterioară, stema imperială, imprimată, aurită. | Complexul Muzeal Bucovina, Suceava | Cimec    |

## Fond
| Foto | Informații generale | Detalii tehnice                                                                                      | Descriere | Deținător                          | Legături |
| ---- | --- | --- | --- | ---------------------------------- | -------- |
|      | Cartelă pentru persoanele de sex feminin Autor: Casa Autonomă a Fondului Apărării Naționale                                              | Datare: 11.08.1943 Dimensiuni: L: 15 cm; LA: 11 cm Material: hârtie                                  | Cartela cuprinde în interior 15 file cu cupoane pentru pâine, carne, săpun, ulei, untură, încălțăminte etc. Primele două cupoane au fost parțial folosite având bonuri lipsă. Nominalizată pentru Iosep Eugenia, casnică din Siret. | Complexul Muzeal Bucovina, Suceava | Cimec    |
|      | Cuțit tip briceag Autor: Ieremie Lazăr                                                                                                   | Datare: 08. 05. 1945 Dimensiuni: L: 9 cm LA: 1,5 cm Material: aluminiu; fier                         | Cuțit din aluminiu, cu lamă de fier, produs artizanal de un prizonier român de război, din lagărul sovietic Bobruisk. Plăsele decorate prin incizare, cu motive florale și solare și data de 8 mai 1945. | Complexul Muzeal Bucovina, Suceava | Cimec    |
|      | Plăcuță militară de identificare Autor: necunoscut                                                                                       | Datare: 1941 Dimensiuni: D; 3,3 cm Material: aluminiu                                                | Plăcuță rotundă de aluminiu, cu patina vremii, având o perforație pentru a fi atașată la gât. | Complexul Muzeal Bucovina, Suceava | Cimec    |
|      | Telemetru militar RANGEFINDER Mark III Autor: necunoscut                                                                                 | Datare: 1940 Dimensiuni: L: 90 cm Material: aluminiu; alamă; sticlă optică; ebonită; material textil | Telemetru cilindric, prevăzut cu trei piciorușe rabatabile. Pe emblema aplicată în stânga apare textul: „RANGEFINDER No 12 III MARK BARR & STROUD Ltd 1940”, iar la dreapta, o emblemă cu o serie de licențe, pe unul dintre piciorușe apare textul: „MARK II. HOUGHTON BUTCHER MFG CO. Ltd 1916”. | Complexul Muzeal Bucovina, Suceava | Cimec    |
|      | Md. 1936 Autor: necunoscut | Datare: 1936 Dimensiuni: L: 29 cm; LA: 25,5 cm; H: 16 cm Material: oțel; vopsea; material textil     | Casca, cu elemente de inspirație franceză (de la casca Adrian), prezintă vopseaua originală, cu unele exfolieri, și căptușeala executată din material textil. | Complexul Muzeal Bucovina, Suceava | Cimec    |
|      | Lingură de aluminiu | Datare: Al Doilea Război Mondial Dimensiuni: L: 13 cm Material: aluminiu                             | Lingură din aluminiu, produsă artizanal de un prizonier român de război, într-un lagăr sovietic. | Complexul Muzeal Bucovina, Suceava | Cimec    |
|      | Ofițer aviator Autor: necunoscut | Datare: 1944 Dimensiuni: D: 27 cm, H: 8 cm Material: carton, lac, postav, fir metalizat              | Cascheta aparține aviatorului-erou Răzvan Goilav, care a căzut eroic în octombrie 1944 în luptele din Ardeal. | Complexul Muzeal Bucovina, Suceava | Cimec    |
|      | Lingură de aluminiu | Datare: 1944 Dimensiuni: L: 15,5 cm; Material: aluminiu                                              | Lingură din aluminiu, produsă artizanal de un prizonier român de război, într-un lagăr sovietic. | Complexul Muzeal Bucovina, Suceava | Cimec    |
|      | Md. SSh 1940 Autor: necunoscut | Datare: 1941 Dimensiuni: L: 28 cm; LA: 25 cm; H: 14 cm Material: oțel; vopsea                        | Casca are la suprafață vopseaua originală, parțial exfoliată, urme de coroziune și o mică porțiune lipsă în partea superioară, din cauza unei lovituri. | Complexul Muzeal Bucovina, Suceava | Cimec    |
|      | Gamelă de aluminiu Autor: necunoscut | Datare: Al Doilea Război Mondial Dimensiuni: L: 17 cm; LA: 12 cm; H; 14 cm Material: aluminiu; cupru | Gamelă din aluminiu, cu toartă de cupru, de formă ovală, produsă artizanal de un prizonier român de război, într-un lagăr sovietic. | Complexul Muzeal Bucovina, Suceava | Cimec    |
|      | Md. 1934 Autor: necunoscut | Datare: 1939 Dimensiuni: L: 28,5 cm; LA: 23 cm; H; 14 cm Material: oțel; cupru, vopsea,              | Casca are la suprafață vopseaua ușor exfoliată, căptușeala lipsește, iar la partea superioară are două perforații făcute, probabil, de gloanțe. Medalion de cupru, cu cifrul lui Carol al II-lea. | Complexul Muzeal Bucovina, Suceava | Cimec    |
|      | Md. SSh 1940 Autor: necunoscut | Datare: 1944 Dimensiuni: L: 28 cm; LA; 25 cm; H: 14 cm Material: oțel; vopsea                        | Casca are la suprafață vopseaua ușor exfoliată, mici urme de coroziune, iar căptușeala lipsește. | Complexul Muzeal Bucovina, Suceava | Cimec    |
|      | Plăcuță din lagăr Autor: Ieremie Lazăr                                                                                                   | Datare: 08.05.1945 Material: aluminiu                                                                | Plăcuță din aluminiu, produsă artizanal de un prizonier român de război, în lagărul sovietic Bobruisk, decorată prin incizare, cu motive florale și o cruce. | Complexul Muzeal Bucovina, Suceava | Cimec    |
|      | Amintiri din Divizia 1-a „Tudor Vladimirescu-Debrețin” Autor: Plutonier Gh. Neamțu                                                       | Datare: 1945 Dimensiuni: L: 14,5 cm; LA: 10 cm Material: Hârtie, carton                              | Jurnalul cuprinde însemnări, poezii și grafică. | Complexul Muzeal Bucovina, Suceava | Cimec    |
|      | Der Fuhrer sagte… Autor: Uniunea Sovietică                                                                                               | Dimensiuni: L: 14 cm; LA: 9,5 cm Material: hârtie                                                    | Manifest de propagandă sovietică, în limba germană, cu citate din Adolf Hitler, peste care este aplicat supratiparul cu textul „Feindpropaganda”. Manifestul era răspândit prin intermediul artileriei. | Complexul Muzeal Bucovina, Suceava | Cimec    |
|      | Manifest Apel-Invitație Autor: Administrația financiară                                                                                  | Datare: 1941 Dimensiuni: L: 22 cm; LA: 21,2 cm Material: hârtie                                      | Invitație-apel tipărită pentru subscripția a 2.000 de lei la Împrumutul Reîntregirii, din 1941, nominalizată pentru Catinca Gh. A lui Păvăloaie, din Rotunda. | Complexul Muzeal Bucovina, Suceava | Cimec    |
|      | Bon pentru înzestrarea armatei în valoare de 100 lei Autor: Casa Autonomă a Fondului Apărării Naționale                                  | Datare: 1945                                                                                         | Bonul valoric (grafică realizată de pictorul Gh. Chirovici) prezintă un chenar dublu, cu ornamente vegetale, iar la bază, trei imagini cu scene de luptă. Textul este încadrat de două coloane, iar în partea superioară apare stema Regatului. | Complexul Muzeal Bucovina, Suceava | Cimec    |
|      | Bon pentru înzestrarea armatei în valoare de 100 lei Autor: Casa Autonomă a Fondului Apărării Naționale                                  | Datare: 1945 Dimensiuni: L: 31,6 cm; LA: 22,5 cm Material: hârtie                                    | Bonul valoric (grafică realizată de pictorul Gh. Chirovici) prezintă un chenar dublu, cu ornamente vegetale, iar la bază, trei imagini cu scene de luptă. Textul este încadrat de două coloane, iar în partea superioară apare stema Regatului. | Complexul Muzeal Bucovina, Suceava | Cimec    |
|      | Bon pentru înzestrarea armatei în valoare de 100 lei Autor: Casa Autonomă a Fondului Apărării Naționale                                  | Datare: 1945 Dimensiuni: L: 31,6 cm; LA: 22,5 cm Material: Hârtie                                    | Bonul valoric (grafică realizată de pictorul Gh. Chirovici) prezintă un chenar dublu, cu ornamente vegetale, iar la bază, trei imagini cu scene de luptă. Textul este încadrat în două coloane, iar în partea superioară apare stema Regatului. | Complexul Muzeal Bucovina, Suceava | Cimec    |
|      | Apel-permis pentru trecerea de partea Armatei Roșii Autor: necunoscut                                                                    | Datare: 1944 Dimensiuni: L: 24 cm; LA: 17,5 cm Material: Hârtie                                      | Manifestul prezintă o grafică antinazistă și antirăzboinică. Pe verso, apare următorul apel: „Soldat! În numele cui te pieri pe tine însuși și pe familia ta? Treci la noi! Prin aceasta vei termina cu războiul și te vei întoarce acasă la soție și la copii tăi. Acest apel vă servește în același timp ca permis de trecere de partea Armatei Roșii”. | Complexul Muzeal Bucovina, Suceava | Cimec    |
|      | Sonetul Reînvierii Autor: George Voevidca                                                                                                | Datare: 23.06.1941 Dimensiuni: L: 28,2 cm; LA: 22,4 cm Material: Hârtie                              | Poezie scrisă cu prilejul intrării României în Al Doilea Război Mondial. | Complexul Muzeal Bucovina, Suceava | Cimec    |
|      | Bon pentru înzestrarea armatei în valoare de 2000 de lei Autor: Casa Autonomă a Fondului Apărării Națioanle                              | Datare: 30.04.1941 Dimensiuni: L: 50 cm; LA: 33,5 cm Material: Hârtie                                | Bonul valoric, tipărit la Imprimeria Națională, prezintă un chenar dublu, cu ornamente vegetale și elemente militare. Bonul cuprinde două corpuri: unul în valoare de 1.400 de lei, cu cupoane în valoare de 31,50 lei, și un altul, de 600 de lei, cu 12 cupoane în valoare nominală de 13,50 lei fiecare. | Complexul Muzeal Bucovina, Suceava | Cimec    |
|      | Vasile Alecsandri către Simion Florea Marian Autor: Alecsandri, Vasile                                                                   | Datare: 28.04.1881 Dimensiuni: 17,8x11,4 cm Material: hârtie                                         | Informații privitoare la Ornitologia poporană română, numele unor păsări (rândunica, mierla, privighetoarea, lișița) din lunca Mircești. | Complexul Muzeal Bucovina, Suceava | Cimec    |
|      | Andrei Bârseanu către Simion Florea Marian Autor: Bârseanu, Andrei                                                                       | Datare: 20.05.1884 Dimensiuni: 20x12,5 cm Material: hârtie                                           | Solicită exemplare din opera lui Simion Florea Marian: Colecțiune de cântece populare din Bucovina. | Complexul Muzeal Bucovina, Suceava | Cimec    |
|      | Andrei Bârseanu către Simion Florea Marian Autor: Bârseanu, Andrei                                                                       | Datare: 01.10.1895 Dimensiuni: 17,5x11,5 cm Material: hârtie                                         | Informații privitoare la texte populare: Cântecul lui Inacu, doine și strigături, colinde. | Complexul Muzeal Bucovina, Suceava | Cimec    |
|      | Andrei Bârseanu către Simion Florea Marian Autor: Bârseanu, Andrei                                                                       | Datare: 31.03.1904 Dimensiuni: 9x14 cm Material: hârtie                                              | Informații privitoare la vocabularul botanic românesc: planta câlceana (Caltha palustris). | Complexul Muzeal Bucovina, Suceava | Cimec    |
|      | Leonida Bodnărescul către Simion Florea Marian Autor: Bodnărescul, Leonida                                                               | Datare: 27.12.1868 Dimensiuni: 21x17 cm Material: hârtie                                             | Informații privind viața liceenilor din Beiuș; lupta pentru păstrarea ființei naționale românești. Oprimarea exercitată de maghiari; juriști, teologi, studenți ardeleni în închisoare. | Complexul Muzeal Bucovina, Suceava | Cimec    |
|      | Ion Bogdan către Simion Florea Marian Autor: Ion, Bogdan                                                                                 | Datare: 21.12.1899 Dimensiuni: 17,5x11,2 cm Material: hârtie                                         | Solicită pentru revista Convorbiri Literare colaborarea lui Simion Florea Marian. | Complexul Muzeal Bucovina, Suceava | Cimec    |
|      | Ion Bogdan către Simion Florea Marian Autor: Ion, Bogdan                                                                                 | Datare: 23.07.1904 Dimensiuni: 15,5x10 cm Material: hârtie                                           | Informații despre o vizită în Bucovina: biserici, cetatea Putna, documente Ștefan cel Mare | Complexul Muzeal Bucovina, Suceava | Cimec    |
|      | Ion Bogdan către Simion Florea Marian Autor: Ion, Bogdan                                                                                 | Datare: Sec. XX;1/4 Dimensiuni: 17,5x11 cm Material: hârtie                                          | Anunță sosirea în Suceava - Hotel Rosbray. | Complexul Muzeal Bucovina, Suceava | Cimec    |
|      | Gheorghe Bogdan-Duică către Simion Florea Marian Autor: Bogdan-Duică, Gheorghe                                                           | Datare: Sec. XIX;4/4 Dimensiuni: 17,5x11 cm Material: hârtie                                         | Anunță apariția lucrării Bucovina | Complexul Muzeal Bucovina, Suceava | Cimec    |
|      | Gheorghe Bogdan-Duică către Simion Florea Marian Autor: Bogdan-Duică, Gheorghe                                                           | Datare: 30.06.1899 Dimensiuni: 9x13 cm Material: hârtie                                              | Anunță că slavistul A. Iațimirski cere lucrările lui Simion Florea Marian. | Complexul Muzeal Bucovina, Suceava | Cimec    |
|      | Gheorghe Bogdan-Duică către Simion Florea Marian Autor: Bogdan-Duică, Gheorghe                                                           | Datare: 15.12.1899 Dimensiuni: 17,5x11 cm Material: hârtie                                           | Anunță sosirea la Suceava | Complexul Muzeal Bucovina, Suceava | Cimec    |
|      | Matilda Burla Cugler către Simion Florea Marian Autor: Burla Cugler, Matilda                                                             | Datare: Sec. XIX;4/4 Dimensiuni: 21x13,5 cm Material: hârtie                                         | Îi trimite poeziile sale, apărute în 1874. Îl felicită pentru lucrarea Poesii poporale române; cere informații despre un librar din Cernăuți; Convorbiri Literare. | Complexul Muzeal Bucovina, Suceava | Cimec    |
|      | Ovid Densușianu către Simion Florea Marian Autor: Densușianu, Ovid                                                                       | Datare: 28.10.1903 Dimensiuni: 18x11 cm Material: hârtie                                             | Confirmă primirea și mulțumește pentru prețiosul volum Insectele în limba și obiceiurile românilor; a scris articole pentru două reviste străine, iar pentru revista România de la Paris va trata etimologii din lucrările lui Simion Florea Marian; acest nou volum e o comoară; foarte interesant pentru un filolog; va cerceta rând pe rând cuvintele obscure. | Complexul Muzeal Bucovina, Suceava | Cimec    |
|      | Petre Dulfu către Simion Florea Marian Autor: Dulfu, Petre                                                                               | Datare: 11.02.1896 Dimensiuni: 17,5x11 cm Material: hârtie                                           | Solicită mai multe basme despre Păcală, pentru o nouă ediție la isprăvile lui Păcală; epopee poporană; fete de împărat; povești; manuscripte. | Complexul Muzeal Bucovina, Suceava | Cimec    |
|      | Mathias Friedwagner către Simion Florea Marian Autor: Friedwagner, Mathias                                                               | Datare: 11.03.1906 Dimensiuni: 17,5x11 cm Material: hârtie                                           | Informații privitoare la realizarea volumului de Cântece populare românești din Bucovina și alcătuirea unui comitet de acțiune. | Complexul Muzeal Bucovina, Suceava | Cimec    |
|      | Mathias Friedwagner către Simion Florea Marian Autor: Friedwagner, Mathias                                                               | Datare: 15.03.1906 Dimensiuni: 17,5x11 cm Material: hârtie                                           | Informații privitoare la selectarea și redactarea materialelor culese; realizarea aparatului critic al volumului Bucovina. | Complexul Muzeal Bucovina, Suceava | Cimec    |
|      | Mathias Friedwagner către Simion Florea Marian Autor: Friedwagner, Mathias                                                               | Datare: 03.05.1906 Dimensiuni: 17,5x11 cm Material: hârtie                                           | Anunță sosirea la Suceava pentru discuții privind volumul Bucovina. | Complexul Muzeal Bucovina, Suceava | Cimec    |
|      | Mathias Friedwagner către Simion Florea Marian Autor: Friedwagner, Mathias                                                               | Datare: 11.09.1906 Dimensiuni: 17,5x11 cm Material: hârtie                                           | Anunță sosirea la Suceava și cere colaborarea lui Marian pentru culegerea de cântece, găsirea unui fonograf și cercetări prin sate pentru imprimări. | Complexul Muzeal Bucovina, Suceava | Cimec    |
|      | Mathias Friedwagner către Simion Florea Marian Autor: Friedwagner, Mathias                                                               | Datare: 04.11.1906 Dimensiuni: 9x14 cm Material: hârtie                                              | Îl invită pe Simion Florea Marian la Cernăuți, la ședința de constituire a Comitetului pentru coordonarea culegerii de cântece populare românești. | Complexul Muzeal Bucovina, Suceava | Cimec    |
|      | Ghenadie al Râmnicului către Simion Florea Marian Autor: Ghenadie al Râmnicului                                                          | Datare: 01.03.1889 Dimensiuni: 19,5x12,5 cm Material: hârtie                                         | Solicită date privind legendele care circulă printre românii din diferite provincii, despre sfinții apostoli Andrei, Petru și Pavel. | Complexul Muzeal Bucovina, Suceava | Cimec    |
|      | Octavian Goga către Simion Florea Marian Autor: Goga, Octavian                                                                           | Datare: 03.12.1903 Dimensiuni: 19x12,5 cm Material: hârtie                                           | Informații privind înființarea revistei Luceafărul; solicită colaborarea la revistă a lui Simion Florea Marian. | Complexul Muzeal Bucovina, Suceava | Cimec    |
|      | Artur Gorovei către Simion Florea Marian Autor: Gorovei, Artur                                                                           | Datare: 21.10.1901 Dimensiuni: 21x13,5 cm Material: hârtie                                           | Solicită volumele lui Simion Florea Marian pentru biblioteca unei universități din America. | Complexul Muzeal Bucovina, Suceava | Cimec    |
|      | Artur Gorovei către Simion Florea Marian Autor: Gorovei, Artur                                                                           | Datare: 06.02.1902 Dimensiuni: 21x13,5 cm Material: hârtie                                           | Informații privind revista Șezătoarea. | Complexul Muzeal Bucovina, Suceava | Cimec    |
|      | Emanoil Grigorovitza către Simion Florea Marian Autor: Grigorovitza, Emanoil                                                             | Datare: 14.08.1897 Dimensiuni: 22,5x18 cm Material: hârtie                                           | Informații despre călătoria din Transilvania; trimite un protret și se scuză că nu s-a abătut prin Suceava; grabnice împrejurări; drumul prin munți; București | Complexul Muzeal Bucovina, Suceava | Cimec    |
|      | Spiru Haret către Simion Florea Marian Autor: Haret, Spiru                                                                               | Datare: 19.04.1901 Dimensiuni: 20x13 cm Material: hârtie                                             | Solicită materiale privind organizarea bisericii române din Bucovina. Antet: Ministerul Instrucțiunii Publice și al Cultelor. | Complexul Muzeal Bucovina, Suceava | Cimec    |
|      | Spiru Haret către Simion Florea Marian Autor: Haret, Spiru                                                                               | Datare: 16.06.1904 Dimensiuni: 20x12,5 cm Material: hârtie                                           | Informații privind panegericul lui Vartolomei Măzăreanu. Antet: Ministerul Instrucțiunii Publice și al Cultelor. | Complexul Muzeal Bucovina, Suceava | Cimec    |
|      | Bogdan Petriceicu Hașdeu către Simion Florea Marian Autor: Petriceicu Hașdeu, Bogdan                                                     | Datare: 29.08.1892 Dimensiuni: 17,5x11,5 cm Material: hârtie                                         | Solicită liste de cuvinte cu litera B, pentru Etymologicum Magnum Romaniae. | Complexul Muzeal Bucovina, Suceava | Cimec    |
|      | Bogdan Petriceicu Hașdeu către Simion Florea Marian Autor: Petriceicu Hașdeu, Bogdan                                                     | Datare: 26.05.1892 Dimensiuni: 20x12,5 cm Material: hârtie                                           | Solicită informații genealogice despre Sandu, din familia Hașdeu; hieroschimonah; Agaftonh; stareț, 1795. | Complexul Muzeal Bucovina, Suceava | Cimec    |
|      | Eudoxiu Hurmuzachi (Doxuță) către Simion Florea Marian Autor: Hurmuzachi, Eudoxiu                                                        | Datare: 23.07.1904 Dimensiuni: 15x12,3 cm Material: hârtie                                           | Informează că deține o monedă medalie foarte frumoasă a lui Ștefan Vodă și un portret, pe care dorește să i le ofere lui Marian, cerându-i să vină degrabă la Cernăuți. | Complexul Muzeal Bucovina, Suceava | Cimec    |
|      | Garabet Ibrăileanu către Simion Florea Marian Autor: Ibrăileanu, Garabet                                                                 | Datare: 14.03.1906 Dimensiuni: 17x11 cm Material: hârtie                                             | Informații privind revista Viața Românească. | Complexul Muzeal Bucovina, Suceava | Cimec    |
|      | Garabet Ibrăileanu către Simion Florea Marian Autor: Ibrăileanu, Garabet                                                                 | Datare: 09.06.1906 Dimensiuni: 9x14 cm Material: hârtie                                              | Informații privind revista Viața Românească. | Complexul Muzeal Bucovina, Suceava | Cimec    |
|      | Garabet Ibrăileanu către Simion Florea Marian Autor: Ibrăileanu, Garabet                                                                 | Datare: 29.07.1906 Dimensiuni: 9x14 cm Material: hârtie                                              | Informații privind revista Viața Românească. | Complexul Muzeal Bucovina, Suceava | Cimec    |
|      | Samuil Isopescu către Simion Florea Marian Autor: Isopescu, Samuil                                                                       | Datare: 24.04.1888 Dimensiuni: 25x20 cm Material: hârtie                                             | Îl anunță pe elevul Marian la Cernăuți că tatăl i-a fost asasinat la Ilișești; îl așteaptă cu căruța la gara din Siret; moartea violentă a tatălui lui Simion Florea Marian. | Complexul Muzeal Bucovina, Suceava | Cimec    |
|      | Nicolae Iorga către Simion Florea Marian Autor: Iorga, Nicolae                                                                           | Datare: 13.12.1900 Dimensiuni: 17,5x11 cm Material: hârtie                                           | Îi solicită academicianului două lucrări pe care le-a văzut la Academie, deoarece se leagă de anumite studii ale lui privind relațiile Moldovei cu părțile vecine ale Ardealului. | Complexul Muzeal Bucovina, Suceava | Cimec    |
|      | Petre Ispirescu către Simion Florea Marian Autor: Ispirescu, Petre                                                                       | Datare: 26.09.1880 Dimensiuni: 21x13 cm Material: hârtie                                             | Confirmă primirea a două lucrări ale lui Marian, cere și Tradițiuni poporale române, dă informații asupra unor denumiri de păsări, transmite că nu a găsit încă lucrarea Cuvinte din bătrâni, de care are nevoie Marian; becața; păstârnacul sau bobâlta; căcăul; potârnicea; zăgan. | Complexul Muzeal Bucovina, Suceava | Cimec    |
|      | Titu Maiorescu către Simion Florea Marian Autor: Maiorescu, Titu                                                                         | Datare: 26.06.1880 Dimensiuni: 19,8x12,5 cm Material: hârtie                                         | Comunică informații privind Itinerar în Istria, vocabularul istro-român anexat; i-a cerut lui Hașdeu Cuvente den Betrani și i-o va trimite; îi apreciază colaborările la diverse publicații, precum și lucrul la Ornitologia poporană română; Hurmuzachi, Convorbiri literare, biblioteca Societății literare române din Cernăuți, Albina Carpaților. | Complexul Muzeal Bucovina, Suceava | Cimec    |
|      | Gavriil Musicescu către Simion Florea Marian Autor: Musicescu, Gavriil                                                                   | Datare: 20.06.1898 Dimensiuni: 20x12,7 cm Material: hârtie                                           | Trimite informații privind programul concertului de la Suceava; va sosi cu 60 de coriști; cere alte detalii; arhimandritul Em. Ciuntuleac; gazdă; comitet. | Complexul Muzeal Bucovina, Suceava | Cimec    |
|      | Iacob Negruzzi către Simion Florea Marian Autor: Negruzzi, Iacob                                                                         | Datare: 31.01.1870 Dimensiuni: 21,5x13,5 cm Material: hârtie                                         | Îi transmite că a citit manuscrisul Ovești calimendru în cadrul Societății literare din Iași; apreciază limba care este foarte bună; înapoiază manuscrisul; părerea tuturora: toți socotesc că este din cale afară de lungă. | Complexul Muzeal Bucovina, Suceava | Cimec    |
|      | Iacob Negruzzi către Simion Florea Marian Autor: Negruzzi, Iacob                                                                         | Datare: 11.02.1884 Dimensiuni: 17x11 cm Material: hârtie                                             | Îi transmite că Burada nu i-a dat Ornitologia pentru a o recenza în Convorbiri literare. Domnii Brândză, Maiorescu, Hașdeu, ș.a. apreciază mult volumul; l-a îndemnat pe Burlă să-i trimită scrierile sale filologice;speră să se întâlnească la lucrările de la Academie; publicul român nu prea are obiceiul de a cumpăra cărți românești. | Complexul Muzeal Bucovina, Suceava | Cimec    |
|      | Iacob Negruzzi către Simion Florea Marian Autor: Negruzzi, Iacob                                                                         | Datare: 05.06.1875 Dimensiuni: 21,5x13,5 cm Material: hârtie                                         | Transmite mulțumiri pentru volumul II din Poesii poporale; cere volumul I; îi trimite un exemplar din Copii de pe natură și adresele lui Maiorescu și Alecsandri. | Complexul Muzeal Bucovina, Suceava | Cimec    |
|      | Iacob Negruzzi către Simion Florea Marian Autor: Negruzzi, Iacob                                                                         | Datare: 14.12.1875 Dimensiuni: 21x13,5 cm Material: hârtie                                           | Informații privind articole din Convorbiri literare; nu publică Anecdotele și Păcăliturile, ci solicită Povești și tradiții. | Complexul Muzeal Bucovina, Suceava | Cimec    |
|      | Iacob Negruzzi către Simion Florea Marian Autor: Negruzzi, Iacob                                                                         | Datare: 25.03.1876 Dimensiuni: 21,5x13,5 cm Material: hârtie                                         | Informează că răspunsul lui Auguste Emile Picot, trimis de Marian la Iași, nu se poate publica în Convorbiri literare, ci ar trebui publicat într-un jurnaj francez, întrucât în Convorbiri literare a apărut doar un extras din articolul la care face referire; nici Picot, nici abonații revistei filologice nu ar putea lua cunoștiință de dânsul. Cititorii nu pot pune temei pe părerea unui străin mai mult decât pe propria lor judecată asupra poeziilor populare.                                                                                      | Complexul Muzeal Bucovina, Suceava | Cimec    |
|      | Iacob Negruzzi către Simion Florea Marian Autor: Negruzzi, Iacob                                                                         | Datare: 03.07.1880 Dimensiuni: 15,5x10 cm Material: hârtie                                           | Informează că va trebui să lipsească un timp mai îndelungat din Iași; indică adresele lui Creangă, Maiorescu și Burada; așteaptă cu nerăbdare noua lucrare a lui Marian. | Complexul Muzeal Bucovina, Suceava | Cimec    |
|      | Iacob Negruzzi către Simion Florea Marian Autor: Negruzzi, Iacob                                                                         | Datare: 20.05.1885 Dimensiuni: 12,8x8 cm Material: hârtie                                            | Îi amintește că, întâlnindu-se la sesiunea Academiei, i-a făcut cunoscută mutarea revistei la București. Cere noi colaborări, roagă să-l impulsioneze pe Stefanelle să scrie pentru Convorbiri literare. Scrie că și Chibici a abandonat scrisul și nu înțelege delăsarea lor. L-a cunoscut de curând pe Dimitrie Onciul și îi prevestește un viitor strălucit ca istoric. | Complexul Muzeal Bucovina, Suceava | Cimec    |
|      | Nicolae Fekete Negruțiu către Simion Florea Marian Autor: Fekete, Nicolae Negruțiu                                                       | Datare: 24.02.1883 Dimensiuni: 21,5x13,5 cm Material: hârtie                                         | Informează că colaborările lui Marian sunt bine primite la Amicul familiei, solicită noi articole pentru răspândirea luminii în societatea română de dinainte de Carpați; oferă 20-30 de florini pe coală tipărită. Antet: DOMNEDIEU și Dreptulu mieu ! | Complexul Muzeal Bucovina, Suceava | Cimec    |
|      | Iacob Negruzzi către Simion Florea Marian Autor: Negruzzi, Iacob                                                                         | Datare: 12.02.1884 Dimensiuni: 22,5x24 cm Material: hârtie                                           | Îl anunță pe Marian că Academia Română i-a acordat premiul (Năsturel Herescu) de 4000 lei pentru Ornitologia poporană română. | Complexul Muzeal Bucovina, Suceava | Cimec    |
|      | Dimitrie Onciul către Simion Florea Marian Autor: Onciul, Dimitrie                                                                       | Datare: 25.05.1885 Dimensiuni: 20x12,7 cm Material: hârtie                                           | Îl informează că un profesor de la Universitatea din Petersburg, cu care colaborează pentru niște scrieri rusești, cere Ornitologia, el ocupându-se de poezia poporană. Întreabă despre o inscripție găsită la ruinele Cetății de Scaun din Suceava; transmite o inscripție din Cupca. | Complexul Muzeal Bucovina, Suceava | Cimec    |
|      | Dimitrie Onciul către Simion Florea Marian Autor: Onciul, Dimitrie                                                                       | Datare: 23.06.1885 Dimensiuni: 22,4x14,4 cm Material: hârtie                                         | Informează că a primit Ornitologia; nu găsește la Cernăuți revista lui Tocilescu și o cere de la Marian; consideră că traducerea documentului lui Xenopol în chestiunea lui Iuga Vodă este chiar în punctul principal greșită; pregătește răspuns în Convorbiri literare despre Iuga și originea mitropoliilor românești; informează că trupa teatrală de la București a jucat foarte bine; constată că publicul este foarte puțin și „mai ales logele sunt de rușine deșerte”.                                                                                  | Complexul Muzeal Bucovina, Suceava | Cimec    |
|      | Dimitrie Onciul către Simion Florea Marian Autor: Onciul, Dimitrie                                                                       | Datare: 20.06.1889 Dimensiuni: 17,6x11,5 cm Material: hârtie                                         | Transmite admirația pentru articolul „O cuvântare ținută într-o conferință pastorală la noi în țară”, din Revista politică și comentarii privind scrierile în limba română, construcția frazei; cere informații despre „Progresul”. | Complexul Muzeal Bucovina, Suceava | Cimec    |
|      | Dimitrie Onciul către Simion Florea Marian Autor: Onciul, Dimitrie                                                                       | Datare: 14.11.1893 Dimensiuni: 20x12,4 cm Material: hârtie                                           | Informații privind manuscrisele rămase de la Wickenhauser, pentru Academia Română și cele de la Schmid, vândute probabil Academiei de la Pesta. Rezumatele manuscriselor le-a trimis la Bianu. | Complexul Muzeal Bucovina, Suceava | Cimec    |
|      | Dimitrie Onciul către Simion Florea Marian Autor: Onciul, Dimitrie                                                                       | Datare: 19.07.1886 Dimensiuni: 20x12,4 cm Material: hârtie                                           | Trimite o listă pentru volumul Descântece cu șase subscrieri; cere informații despre mersul Revistei politice și despre articolul „Conștiința națională”; lucrează la o traducere a unei recenzii asupra „Codicelui Voronețean”. | Complexul Muzeal Bucovina, Suceava | Cimec    |
|      | Dimitrie Onciul către Simion Florea Marian Autor: Onciul, Dimitrie                                                                       | Datare: 01.11.1897 Dimensiuni: 17,5x11 cm Material: hârtie                                           | Trimite poeziile populare din Basarabia cerute de Marian; nu le găsește pe cele din Dobrogea și nici la editurile lui Socec sau Muller. | Complexul Muzeal Bucovina, Suceava | Cimec    |
|      | Ioan Slavici către Simion Florea Marian Autor: Slavici, Ioan                                                                             | Datare: 09.04.1884 Dimensiuni: 19,8x13 cm Material: hârtie                                           | Informează că se ocupă de reacția unui ziar ce se va înființa la Sibiu de un consorțiu, o publicație pentru români; intenționează înființarea unui centru de lucrări literare și publicarea unor cărți de popularizare pentru educarea gustului pentru citit și în general a culturii pentru popor. Solicită lucrările lui Marian și se oferă pentru tipărire. Cere și alte colaborări din Bucovina, privind evenimente de interes, adunări, serbări publice, cazuri de moarte și nenorociri, stări economice etc. Autorii vor fi plătiți cu 2-3 creițari șirul. | Complexul Muzeal Bucovina, Suceava | Cimec    |
|      | George G. Tocilescu către Simion Florea Marian Autor: Tocilescu, George G.                                                               | Datare: 05.12.1877 Dimensiuni: 21,5x13,5 cm Material: hârtie                                         | Informații privitoare la Foaia Societății Românismul pe anul 1870; trimite exemplare din Doamna Stanca și Patrafirul de la Stănești. | Complexul Muzeal Bucovina, Suceava | Cimec    |
|      | Ioan Slavici către Simion Florea Marian Autor: Slavici, Ioan                                                                             | Datare: 28.04.1884 Dimensiuni: 19,6x12,5 cm Material: hârtie                                         | Informează că are foarte mult de lucru, de aceea e „așa de scurt la vorbă”; cere 20 de exemplare din Ornitologie și trimite exemplare din Tribuna. | Complexul Muzeal Bucovina, Suceava | Cimec    |
|      | Ioan Slavici către Simion Florea Marian Autor: Slavici, Ioan                                                                             | Datare: 30.10.1893 Dimensiuni: 17x13,5 cm Material: hârtie                                           | Trimite un prospect cu ce intenționează să facă; cere să-i fie desemnat un corespondent, care să-l țină la curent cu tot ce se petrece la Suceava, lucru de interes general. Înștiințează că de la 1 ianuarie va scoate, împreună cu Coșbuc și Caragiale, și o foaie literară ilustrată, pentru care cere colaborări. | Complexul Muzeal Bucovina, Suceava | Cimec    |
|      | Lazăr Șăineanu către Simion Florea Marian Autor: Șăineanu, Lazăr                                                                         | Datare: 13.11.1886 Dimensiuni: 17,1x11,2 cm Material: hârtie                                         | Informații privind publicații științifice românești; listă de abonamente; cheltuieli de publicare. | Complexul Muzeal Bucovina, Suceava | Cimec    |
|      | Lazăr Șăineanu către Simion Florea Marian Autor: Șăineanu, Lazăr                                                                         | Datare: 11.06.1896 Dimensiuni: 20x12,5 cm Material: hârtie                                           | Informații documentare; își exprimă bucuria pentru noua întreprindere folcloristică a lui Simion Florea Marian. | Complexul Muzeal Bucovina, Suceava | Cimec    |
|      | Iosif Vulcan către Simion Florea Marian Autor: Vulcan, Iosif                                                                             | Datare: 01.10.1882 Dimensiuni: 22,5x14,5 cm Material: hârtie                                         | Solicită un articol pentru revista Familia și comunică faptul că nu i-a sosit nici o veste în urma apelului către toți românii din jurul Oradei, publicat de Simion Florea Marian. | Complexul Muzeal Bucovina, Suceava | Cimec    |
|      | Iosif Vulcan către Simion Florea Marian Autor: Vulcan, Iosif                                                                             | Datare: 27.02.1898 Dimensiuni: 14,8x11,5 cm Material: hârtie                                         | Informează că s-a bucurat de voluminoasa scrisoare primită, dar s-a întristat văzând că nu poate publica în Familia „frumosul și valorosul studiu folcloristic”. Familia e citită mai cu seamă de femei, asupra cărora cuvântul ploșniță ar face o „impresiune dezgustătoare și neestetică”. Înapoiază manuscrisul, cerând altul „potrivit pentru femei”, fără „cuvinte nepermise într-un salon și într-o societate de dame”. | Complexul Muzeal Bucovina, Suceava | Cimec    |
|      | Iosif Vulcan către Simion Florea Marian Autor: Vulcan, Iosif                                                                             | Datare: 24.05.1904 Dimensiuni: 17,5x11 cm Material: hârtie                                           | Solicită un articol pentru numărul jubiliar - 40 de ani de la apariția revistei Familia; regretă că nu s-au putut întâlni la Sesiunea generală a Academiei Române. | Complexul Muzeal Bucovina, Suceava | Cimec    |
|      | Iosif Vulcan către Simion Florea Marian Autor: Vulcan, Iosif                                                                             | Datare: 18.12.1905 Dimensiuni: 22,3x14,4 cm Material: hârtie                                         | Solicită de urgență un articol pentru Familia referitor la Sărbătoarea Crăciunului, sau orice are disponibil. | Complexul Muzeal Bucovina, Suceava | Cimec    |
|      | A.D. Xenopol către Simion Florea Marian Autor: Xenopol, A.D.                                                                             | Datare: 27.03.1894 Dimensiuni: 21,4x13,5 cm Material: hârtie                                         | Informații privind starea gravă de sănătate în care se află; este în convalescență, după o boală foarte grea; nu se poate ocupa de exemplarele trimise, neluând contact decât cu puțină lume. | Complexul Muzeal Bucovina, Suceava | Cimec    |
|      | Mathias Friedwagner către Simion Florea Marian Autor: Friedwagner, Mathias                                                               | Datare: 11.05.1906 Dimensiuni: 9x13,8 cm Material: hârtie                                            | Anunță că vine la Suceava, cu prof. Tarnavschi, la arhimandritul Balmoș. | Complexul Muzeal Bucovina, Suceava | Cimec    |
|      | Mathias Friedwagner către Simion Florea Marian Autor: Friedwagner, Mathias                                                               | Datare: 17.09.1906 Dimensiuni: 9x14 cm Material: hârtie                                              | Informații privind un proiect cu dialecte românești. | Complexul Muzeal Bucovina, Suceava | Cimec    |
|      | Leonida Bodnărescul către Simion Florea Marian Autor: Bodnărescul, Leonida                                                               | Datare: 10.01.1905 Dimensiuni: 17,5x11 cm Material: hârtie                                           | Solicită permisiunea de a traduce în germană Nunta la români. | Complexul Muzeal Bucovina, Suceava | Cimec    |
|      | Leonida Bodnărescul către Simion Florea Marian Autor: Bodnărescul, Leonida                                                               | Datare: 05.01.1906 Dimensiuni: 26,5x21 cm Material: hârtie                                           | Informații privind disensiunile din cadrul Comitetului românilor din Bucovina pentru Expoziția din 1906. Antet: Comitetul Românilor din Bucovina pentru exposiția din București (1906). | Complexul Muzeal Bucovina, Suceava | Cimec    |
|      | Dimitrie Onciul către Simion Florea Marian Autor: Onciul, Dimitrie                                                                       | Datare: 24.04.1888 Dimensiuni: 17,5x11,2 cm Material: hârtie                                         | Informații privind starea critică financiară în care se află Revista politică; demersuri la marii proprietari pentru a susține revista și onoarea națională a românilor. Demersuri pentru o subscripție, o subvenție anuală de 500 florini; observații privitoare la redactarea revistei și conținutul unor articole. Recomandă un ton mai blând și evitarea nedreptăților. | Complexul Muzeal Bucovina, Suceava | Cimec    |
|      | Dimitrie Onciul către Simion Florea Marian Autor: Onciul, Dimitrie                                                                       | Datare: 14.01.1895 Dimensiuni: 17,5x11 cm Material: hârtie                                           | Solicită o fotografie cu Cetatea de Scaun din Suceava, pentru ilustrarea volumului „Die osterr.-ung. Monarchie”, cerută de Zeiserberg | Complexul Muzeal Bucovina, Suceava | Cimec    |
|      | Dimitrie Onciul către Simion Florea Marian Autor: Onciul, Dimitrie                                                                       | Datare: 07.02.1895 Dimensiuni: 17,5x11 cm Material: hârtie                                           | Solicită informații privind fotografia Cetății de Scaun din Suceava și cere cu împrumut volumul „Geschichte von Siebenburgen und Bukovina” de Sommer, pe care nu îl găsește nici la Cernăuți nici la Viena. | Complexul Muzeal Bucovina, Suceava | Cimec    |
|      | Întărire proprietate, pentru mănăstirea Solca-satul Hrincești Autor: Ștefan Tomșa                                                        | Datare: 1622;L:12;Z:30 Dimensiuni: L=42 LA=28 Material: hârtie cu filigran                           | Ștefan Tomșa vv întărește mănăstirii Solca satul Hrincești, ținutul Sucevei, "cu iazuri și mori". Invocație simbolică, inițială de text și pesudomonocondil decorate cu elemente vegetale stilizate și soluție de aur. 2F;R | Complexul Muzeal Bucovina, Suceava | Cimec    |
|      | Scutire de dări pentru satul Toporăuți Autor: Racoviță, Mihai                                                                            | Datare: 1703;L:11;Z:30 Dimensiuni: L=42,4 LA=29,9 Material: hârtie cu filigran                       | Mihai Racoviță vv, domnul Moldovei, scutește satul Toporăuți, ținutul Cernăuți, proprietate a mănăstirii Adormirea Maicii Domnului (Barnovschi), de toate dările-bezmen, iliș, sulgerit, solărit, gorștină, desetină, etc. Invocație simbolică, intitulație domn, inițială de text și "cruce ajută" scrise cu cerneală roșie; inițiala decorată cu elemente vegetale stilizate, semnul crucii decorat cu un șarpe și literele "I C/X C", "NY/KA". 2F;R;V | Complexul Muzeal Bucovina, Suceava | Cimec    |
|      | Întărire scutiri pentru satul Toporăuți Autor: Dimitrie Cantemir                                                                         | Datare: 1710;L:12;Z:26 Dimensiuni: L=42,7 LA=30,3 Material: hârtie cu filigran                       | Dimitrie Cantemir întărește scutirile de dări ale satului Toporăuți, ținutul Cernăuți, sat aflat în proprietatea mănăstirii Adormirea Maicii Domnului (Barnovschi) din Iași, închinată la Ierusalim. Invocație simbolică și inițialî de text-"D" sunt ușor stilizate; peste semnătura domnului este aplicat nisip aurifer. 2F;R | Complexul Muzeal Bucovina, Suceava | Cimec    |
|      | Scutire de dări pentru mănăstirea Solca Autor: Ghica, Grigore Alexandru                                                                  | Datare: 1764;L:07;Z:25 Dimensiuni: L=50 LA=36,2 Material: hârtie cu filigran                         | Grigore Alexandru Ghica vv scutește mănăstirea Solca de unele dări și face danie de untdelemn și tămâie. Invocație simbolică cu decor vegetal, titlul cu majuscule în ligaturi și elemente decorative, cerneală roșie, semnătură autografă domn; nisip aurifer, alte semnături autografe: logofăt și diac. 2F;R | Complexul Muzeal Bucovina, Suceava | Cimec    |
|      | Călătorie în Ungaria Autor: Agenția Imperială Austriacă din Moldova                                                                      | Datare: 3.08.1808 Dimensiuni: L=36,5 LA=23,5 Material: hârtie                                        | Agenția imperială austriacă din Moldova eliberează pașaport pe numele lui Johann Czumag din Suceava, pentru efectuarea unei călătorii în Ungaria. Stema imperială tipărită în partea superioară a documentului, formular tipizat, completat de mână. 1F;R | Complexul Muzeal Bucovina, Suceava | Cimec    |
|      | Călătorie în Moldova Autor: Autorități locale, Lemberg                                                                                   | Datare: 9.02.1814 Dimensiuni: L=22,6 LA=36,5 Material: hârtie                                        | Autoritățile austriece din Lemberg eliberează lui Apriham Ilazi, din Suceava, un pașaport pentru efectuarea unei călătorii în Moldova. Stemă imperială tipărită în partea superioară a documentului; formular tipizat, completat de mână. 2F;R;V | Complexul Muzeal Bucovina, Suceava | Cimec    |
|      | Condică Autor: Parohia Bosnaci | Datare: 1831-1836 Dimensiuni: L=37 LA=25 Material: hârtie                                            | Condica poruncilor bisericilor, a parohiei Bosnaci, în care s-au transcris poruncile bisericești. Legătură originală carton, piele la cotor și colțuri. 140; R; V | Complexul Muzeal Bucovina, Suceava | Cimec    |
|      | Parcelele de construcție din orașul Suceava Autor: Autorități locale, Suceava                                                            | Datare: [1833] Dimensiuni: L=36 LA=22,5 Material: hârtie cu filigran                                 | Autoritățile locale ale orașului Suceava întocmesc o condică a tuturor parcelelor de construit din localitate, cu descrierea terenurilor, suprafață și alți parametri topografici; fila 1-6: descrierea granițelor orașului Suceava. 176F;R;V | Complexul Muzeal Bucovina, Suceava | Cimec    |
|      | Statutele așezământului de credit al Galiției Autor: Ferdinand I de Habsburg                                                             | Datare: 3.11.1841 Dimensiuni: L=34,2 LA=22,2 Material: hârtie                                        | Împăratul Ferdinand I aprobă statutele Așezământului de Credit al Galiției. 30F;R;V | Complexul Muzeal Bucovina, Suceava | Cimec    |
|      | Călătorie în Imperiul Habsburgic Autor: Secretariatul de Stat al Moldovei                                                                | Datare: 19.02.1843 Dimensiuni: L=23,5 LA=36 Material: hârtie                                         | Pașaport emis de Secretariatul de Stat al Moldovei pe numele lui Dimitrie Bogdan, pentru o călătorie în Imperiul Habsburgic. Stema domnitorului în partea superioară a documentului. 2F;R;V | Complexul Muzeal Bucovina, Suceava | Cimec    |
|      | Proiect de constituție a Imperiului Habsburgic Autor: Ferdinand I de Habsburg                                                            | Datare: 25.04.1848 Dimensiuni: L=40,8 LA=28 Material: hârtie                                         | Proiect de constituție imperială, emis în contextul revoluției de la 1848. 5F;R;V | Complexul Muzeal Bucovina, Suceava | Cimec    |
|      | Scutire de dări pentru țiganii mănăstirii Solca Autor: Miron Barnovschi Movilă                                                           | Datare: 1627;L:05;Z:5 Dimensiuni: L=42 LA=38,8 Material: hârtie cu filigran                          | Miron Barnovschi vv hotărăște ca țiganii mănăstirii Solca să nu fie tulburați de slujitorii domnești și juzii de țigani pentru obligațiile în produse, bani și muncă, și întărește mănăstirii stapânirea asupra mai multor sălașe de țigani mănăstirești. Textul este precedat de "cruce ajută" ușor stilizată. 1; R | Complexul Muzeal Bucovina, Suceava | Cimec    |
|      | Autoritățile orașului Linz către autoritățile orașului Cernăuți Autor: Autorități locale, Linz                                           | Datare: 09 1875 Dimensiuni: L=46,5 LA=37 Material: hârtie                                            | Felicitare adresată de autoritățile orașului Linz către autoritățile orașului Cernăuți cu ocazia împlinirii a 100 de ani de la alipirea Bucovinei, și pentru înființarea universității din Cernăuți. Copeertă carton, fiecare filă este decorată cu elemente vegetale stilizate policrome, soluție aur; fila 2 redă stema orașului Linz, policromă, soluție de aur; patru semnături autografe ale autorităților orașului Linz; text prelucrat în relief. 2F; R; V                                                                                                | Complexul Muzeal Bucovina, Suceava | Cimec    |
|      | Consiliul Comunal al Orașului Viena adresează felicitari către autoritățile orașului Cernăuți Autor: Consiliul Comunal al Orașului Viena | Datare: 30.09.1875 Dimensiuni: L=38,5 LA=29,8 Material: hârtie                                       | Consiliul Comunal al Orașului Viena adresează felicitari către autoritățile orașului Cernăuți cu ocazia împlinirii a 100 de ani de la alipirea Bucovinei. Fila 1: "Wien Den 30 september 1875", "Vivat, Floreat, Crescat/ Alma Mater/ Francisco Josefina" Fila 2: "Czernovitz" Pe fiecare filă elemente vegetale stilizate, policromie, soluție de aur; inițială ornată cu elemente vegetale stilizate și heraldice, soluție aur. | Complexul Muzeal Bucovina, Suceava | Cimec    |
|      | Constituție Autor: Franz Joseph | Datare: 04.03.1848 Dimensiuni: L=44,3 LA=27,8 Material: hârtie                                       | "Constituția Imperială pentru Împărărția Austriei". | Complexul Muzeal Bucovina, Suceava | Cimec    |